# Friedrich Droß
Friedrich Wilhelm Johannes Droß, gebürtig Dross (* 6. September 1886 in Berlin; † 11. April 1972 in Payrac/Frankreich), war ein deutscher Jurist, Regierungsdirektor, Schriftsteller, Herausgeber, Geschäftsführer und Filmunternehmer.

## Leben
Friedrich Dross erhielt nach dem Abitur seine akademische Ausbildung, ein Studium der Rechte, ab 1905 in Berlin, Straßburg, Königsberg und wieder Berlin. 1911 promovierte er an der Universität Rostock zum Dr. jur. mit der Dissertation: Der Erstattungsanspruch preussischer Armenverbände gegen den Unterstützen. In der deutschen Hauptstadt war er danach auch als Rechtsanwalt aktiv. In dieser Zeit erwarb er gemeinsam mit seiner späteren Frau Liselotte, geb. Schulze (1887–1996), einer Zeichenlehrerin und Malerin, in Ahrenshoop das Grundstück Koppelweg 2, auf dem 1914 „Haus Dross“ als Ferienhaus errichtet wurde.
1918 gründete er den Filmverleih Concordia-Film GmbH, die Film-Studien-GmbH und wurde zudem Geschäftsführer bei der Bodengesellschaft Süden (die 1922 an der Neugründung der PAGU Projektions-AG Union beteiligt war) und der Film-Verteilungs-GmbH. 1919 verpflichtete ihn die UFA als Geschäftsführer für die von Oskar Messter übernommenen Firmen Autor-Film Compagnie GmbH, die Messter Film GmbH, die Meisterdirigenten-Konzert GmbH und die Messter Projektion GmbH. 1921 verkaufte Dross seinen Verleih an den Konzern, der ihn am 25. April in die Ufa Theater Betriebs-GmbH umwandelte.
1921 wurde er Leiter des Finanzamtes in Ribnitz. Hier war er neben dem beruflichen auch als Schriftsteller tätig, er veröffentlichte mehrfach heimatkundliche Beiträge über Ribnitz und das Fischland in den Mecklenburgischen Monatsheften. Ab 1926 hatte er die Position eines Regierungsrates in Güstrow als Leiter des dortigen Finanzamtes. In Güstrow entwickelte sich eine Freundschaft zu Ernst Barlach, dem er in der schwierigen Zeit der Verdächtigung, ein Jude zu sein, zur Seite stand.
Diese Freundschaft führte nach 1934 zu einer Strafversetzung, Dross wurde Oberregierungsrat in Kiel und 1939 kam er an das Finanzpräsidium Bremen. Als Mitglied der Bremer Goethe-Gesellschaft machte er die Bekanntschaft mit dem Pädagogen August Kippenberg und dessen Bruder, dem Verleger Anton Kippenberg sowie mit dem Schriftsteller Karl Lerbs, später übernahm er den Vorsitz der Gesellschaft in der Hansestadt.
Nach Ernst Barlachs Tod im Jahre 1938 gehörte er zu den Nachlassverwaltern. Dross war – nun schon Regierungsrat a. D. mit Wohnsitz in Verden – im August 1946 Mitbegründer der Ernst-Barlach-Gesellschaft in Hamburg. In den 1950er Jahren wurde er zu einem kenntnisreichen Herausgeber für Barlachs dichterisches Werk.
Nach Friedrich Dross' Pensionierung zog das Ehepaar nach Südfrankreich, wo sie sich in der Nähe ihrer Tochter in Payrac ein Haus bauen ließen. Friedrich Dross starb 1972 im Alter von 85 Jahren, seine Frau wurde 108 Jahre alt.

## Werke (Auswahl)

### Schriften
- Tonnenreiten. Ein Fischländer Volksfest, 1927
- Spaziergang durch Güstrow, 1928
- Etliche Data aus der Historie des Klosters zu Ribbenitz, so zu wissen sich männiglich wohl anstehet, 1928
- Von mecklenburgischen Schiffersleuten, 1931
- Etwas über Goethes mecklenburgische Beziehungen, 1932
- Ernst Barlach, dem Niedersachsen, zum Geburtstage, 1934
- Paul Pogge, ein mecklenburgischer Afrikaforscher, 1938 (drei Folgen)

### Herausgeber
- Ernst Barlach: Die Briefe 1888–1938. In zwei Bänden. Piper, München 1968/69
- Ernst Barlach: Die drei ersten literarischen Veröffentlichungen. Ernst-Barlach-Gesellschaft, Hamburg 1965
- Ernst Barlach: Das dichterische Werk – Band 3 – Die Prosa II. (Mit einem Nachw. von Walter Muschg), Piper, München 1959
- Ernst Barlach: Das dichterische Werk – Band 2 – Die Prosa I. (Mitarb. von Friedrich Schult). Piper, München 1958
- Ernst Barlach: Das dichterische Werk – Band 1 – Die Dramen. Piper, München 1956
- Ernst Barlach: Leben und Werk in seinen Briefen. Piper, München 1952
- Ernst Barlach: Der gestohlene Mond. (Nach Ernst Barlachs nachgelassener Handschrift). Suhrkamp, Berlin 1948. DNB 450232883 (online)
- Ernst Barlach: Handzeichnungen, Holzschnitte, Lithographien, Plastik, Manuskripte, Briefe. Ausstellung im Augustinermuseum Freiburg, Juni/Juli 1955. (Einf. v. Friedrich Dross), Hans Thoma Gesellschaft, Freiburg 1955.